# Formica francoeuri
Formica francoeuri é uma espécie de formiga do gênero Formica, pertencente à subfamília Formicinae.